# Valley Heights
Valley Heights is een plaats in de Australische deelstaat New South Wales en telt 1356 inwoners (2001).